# Lygocoris knighti
Lygocoris knighti är en insektsart som beskrevs av Kelton 1971. Lygocoris knighti ingår i släktet Lygocoris och familjen ängsskinnbaggar. Inga underarter finns listade i Catalogue of Life.